# Altenhausen
Altenhausen is een gemeente in de Duitse deelstaat Saksen-Anhalt, en maakt deel uit van de Landkreis Börde.
Altenhausen telt 1.041 inwoners.

## Indeling gemeente
De gemeente bestaat uit de volgende Ortsteile:
- Altenhausen
- Emden
- Ivenrode

## Bestuurlijke indeling
De gemeente maakt sinds 1 januari 2010 deel uit van de Verbandsgemeinde Flechtingen.

### Voormalige bestuurlijke indeling
- Gemeente binnen Verwaltungsgemeinschaft Flechtingen: 1 januari 2005 - 31-12-2009
- Gemeente binnen Verwaltungsgemeinschaft Beverspring: 1994 - 31-12-2004
- Gemeente binnen het district Ohrekreis: 1 juli 1994 - 30 juni 2007
- Gemeente binnen Kreis Haldensleben: - 30 juni 1994

Altenhausen ·
Am Großen Bruch ·
Angern ·
Ausleben ·
Barleben ·
Beendorf ·
Bülstringen ·
Burgstall ·
Calvörde ·
Colbitz ·
Eilsleben ·
Erxleben ·
Flechtingen ·
Gröningen ·
Haldensleben ·
Harbke ·
Hohe Börde ·
Hötensleben ·
Ingersleben ·
Kroppenstedt ·
Loitsche-Heinrichsberg ·
Niedere Börde ·
Oebisfelde-Weferlingen ·
Oschersleben (Bode) ·
Rogätz ·
Sommersdorf ·
Sülzetal ·
Ummendorf ·
Völpke ·
Wanzleben-Börde ·
Wefensleben ·
Westheide ·
Wolmirstedt ·
Zielitz